# Yūka Kagami
Yūka Kagami (japanisch 鏡 優翔, Kagami Yūka; * 14. September 2001 in der Präfektur Tochigi) ist eine japanische Ringerin, die bei den Olympischen Sommerspielen 2024 in Paris in der Kategorie Freistil Schwergewicht (bis 76 kg) eine Goldmedaille gewann.

## Leben
Yūka Kagami begann schon in der Grundschule mit dem Training für ihren Sport. Ihr Vater, der selbst Ringer war, achtete darauf, dass sie und ihr drei Jahre älterer Bruder Hayato regelmäßig nach der Schule Kraftübungen absolvierten. Sie studierte dann an der Toyo-Universität in Tokio Medien und Kommunikation und graduierte 2024.

## Karriere
Nachdem sie erste Erfolge in den japanischen Schulmeisterschaften feiern konnte, gewann sie 2018 bei der Jugend-Olympiade in Buenos Aires, wo sie auch die Fahnenträgerin Japans war, die Bronzemedaille. Sie wurde 2018 auch japanische Meisterin in der Gewichtsklasse bis 72 kg und gewann 2019 die Asienmeisterschaften. Bei den U23-Weltmeisterschaften 2019 wurde sie Zweite in der Gewichtskategorie bis 72 kg.
Nach einer Kampfpause durch die COVID-19-Pandemie siegte sie 2021 bei den japanischen Ringer-Meisterschaften. Im folgenden Jahr wurde sie in der Gewichtsklasse bis 72 kg Junior-Weltmeisterin. Anschließend nahm sie an den Ringer-Weltmeisterschaften 2022 in Belgrad teil und erkämpfte den dritten Platz. Nach einer Verletzung wurde sie im Dezember 2022 an der Schulter operiert, konnte aber ab Juni 2023 wieder an Wettkämpfen teilnehmen. Sie gewann im selben Jahr die Goldmedaille in der Gewichtsklasse bis 76 kg bei den Weltmeisterschaften in Belgrad und qualifizierte sich so auch für die Olympischen Sommerspiele in Paris.
Dort siegte Yūka Kagami in ihrer Konkurrenz in der ersten Runde gegen Génesis Reasco Valdez aus Ecuador mit 2:0. Im Viertelfinale stand sie der Türkin Yasemin Adar gegenüber, die sie mit 3:0 bezwang. Auch ihre Halbfinal-Gegnerin Tatiana Renteria aus Kolumbien unterlag ihr mit 2:4. Nachdem sie im Finale auch die Amerikanerin Kennedy Blades mit 3:1 schlagen konnte, gewann Yūka Kagami Gold. Nach diesem Sieg in der Arena Champs-de-Mars war sie die erste Japanerin, die in der Schwergewichts-Klasse eine Goldmedaille im Freistil erkämpfte und gewann gleichzeitig die achte Goldmedaille Japans im Ringen bei den Spielen.
Sie wird von Shodo Maeda trainiert.